# Edfrid A. Bingham
Edfrid A. Bingham est un scénariste américain né à Oak Hill, Ohio (États-Unis), décédé le 2 mai 1930 à New York (États-Unis).

## Filmographie
- 1917 : Her Good Name
- 1917 : The Deemster
- 1918 : Friend Husband (it)
- 1919 : Lord and Lady Algy (en) de Harry Beaumont
- 1920 : L'Affaire Paliser (The Paliser Case) de William Parke
- 1920 : Cupidon Cow-boy (Cupid the Cowpuncher) de Clarence G. Badger
- 1920 : Earthbound
- 1920 : La Galère infernale (Godless Men) de Reginald Barker
- 1920 : Adieu, whisky ! (The Great Accident) de Harry Beaumont
- 1920 : Guile of Women
- 1921 : Boys Will Be Boys
- 1921 : At the End of the World
- 1921 : Endiablée (en) (The Little Minister) de Penrhyn Stanlaws
- 1921 : Mur mitoyen (A Virginia Courtship) de Frank O'Connor
- 1922 : Singed Wings
- 1923 : Un nuage passa (The Glimpses of the Moon) d'Allan Dwan
- 1923 : Justice de Tziganes (The Law of the Lawless) de Victor Fleming
- 1923 : La Première Aventure de Douglas Fairbanks Junior (Stephen Steps Out) de Joseph Henabery
- 1923 : L'Appel de la vallée (The Call of the Canyon) de Victor Fleming
- 1924 : The Stranger
- 1924 : The Breaking Point
- 1924 : Pour un collier de perles (Folly of Vanity) de Henry Otto et Maurice Elvey
- 1925 : Tom le vengeur (Riders of the Purple Sage) de Lynn Reynolds
- 1925 : Ports of Call
- 1925 : La Chance d'un joueur (The Wheel) de Victor Schertzinger
- 1926 : La Chevauchée de la mort (The Johnstown Flood) d'Irving Cummings
- 1926 : Tony Runs Wild
- 1927 : The Coward